# Konec nylonového věku
Konec nylonového věku je novela Josefa Škvoreckého napsaná v Náchodě roku 1950.
Děj se odehrává po komunistickém převratu v únoru 1948 na posledním plesu Amerického ústavu, v Praze v Reprezentačním domě (dnešní Obecní dům na náměstí Republiky). Námětem novely jsou spletité vztahy milostného trojúhelníku – manželů Roberta a Ireny Hillmanové a jejího bývalého přítele a nápadníka Samuela Gellena – i dalších představitelů aristokratické mládeže popisované na pozadí společenské zábavy podbarvené swingovou hudbou. Nedávný politický převrat odhaluje rozdílné povahy jednotlivých postav, z nichž některé neváhají přijmout přetvářku komunistické ideologie, jiní s nově se ustavujícím režimem oportunisticky spolupracují a další teprve hledají správný vlastní postoj. Všichni ale tuší, že nadcházející doba přináší nevítané změny a hledají krátkodobé zapomnění v zábavě a povrchní konverzaci.
Nakladatelství Ivo Železný, Praha 1998, ISBN 80-237-3580-2